# Melochia ulmifolia
Melochia ulmifolia är en malvaväxtart som beskrevs av George Bentham. Melochia ulmifolia ingår i släktet Melochia och familjen malvaväxter. Inga underarter finns listade i Catalogue of Life.